# Ster (czasopismo)
Ster. Dwutygodnik do spraw wychowania i pracy kobiet – polskie czasopismo poświęcone prawom kobiet. Ukazywało się w latach 1895–1897 we Lwowie, a następnie zostało reaktywowane w roku 1907 w Warszawie, gdzie wychodziło jako publikacja Związku Równouprawnienia Kobiet Polskich do roku 1914. Jego redaktorką naczelną była Paulina Kuczalska-Reinschmit.